# Hracz Howhannisjan
Hracz Howhannisjan (orm. Հրաչյա Հովհաննիսյան; ur. 28 maja 1987) – ormiański zapaśnik walczący w stylu klasycznym. Zajął szesnaste miejsce na mistrzostwach świata w 2014. Siódmy na mistrzostwach Europy w 2014. Trzeci w Pucharze Świata w 2013; siódmy w 2011 i dziesiąty w 2014 roku.